# Bruno Metsu
Bruno Metsu (28 tháng 1 năm 1954 – 14 tháng 3 năm 2013), cũng được biết đến với tên gọi Abdul Karim do cải sang đạo Hồi vì tình yêu gia đình, là một cầu thủ và huấn luyện viên bóng đá của Pháp. Ông từng là một trong những huấn luyện viên huyền thoại trong lịch Senegal khi ông đã làm nên lịch sử cho đất nước này bằng chiến thắng trước Pháp ngay ngày ra quân và về sau giúp Senegal vào tứ kết World Cup 2002 ngay lần đầu dự giải. Ngoài ra ông còn giúp Senegal giành ngôi á quân tại Cúp bóng đá châu Phi 2002. Nhưng về sau ông không được thành công và cuối cùng ông đã đến UAE để đảm nhiệm vị trí huấn luyện cuối cùng, trước khi về nhà chữa bệnh và qua đời vì viêm phổi ở quê nhà Coudekerque-Village ở Dunkirk một năm sau đó. Khi được tin ông mất, cả nước Sénégal đã để quốc tang.

## Giải thưởng

### Câu lạc bộ
Al Ain
- AFC Champions League: 2002-03
- Giải bóng đá vô địch quốc gia Các Tiểu Vương quốc Ả Rập Thống nhất: 2002 – 2003, 2003 – 2004

Al-Gharafa
- Qatar Stars League: 2004 – 2005
- Sheikh Jassem Cup: 2005 – 2006

### Quốc tế
Sénégal
- Cúp bóng đá châu Phi:
  - Á quân: 2002

Các Tiểu vương quốc Ả Rập Thống nhất
- Gulf Cup of Nations: 2007